# 小中島
小中島（こなかじま）は、兵庫県尼崎市にある町丁。1丁目から3丁目まである。郵便番号は661-0972。

## 地理
東は善法寺町、西は若王寺、南は次屋、北は瓦宮と隣接している。

## 交通

### 鉄道
鉄道は走っていない。

### バス
| 路線番号 | 業者     | 起点     | 町内の停留所               | 終点     |
| -------- | -------- | -------- | -------------------------- | -------- |
| 11       | 阪神バス | 阪急園田 | (東園田町)-小中島-(若王寺) | 阪神尼崎 |

## 校区
出典:
| 丁目 | 区域                              | 小学校       | 中学校     |
| ---- | --------------------------------- | ------------ | ---------- |
| 1    | ２４番24～58号                    | 園田南小学校 | 小園中学校 |
| 1    | １～２３番、２４番1～23、59～69号 | 小園小学校   | 小園中学校 |
| 2    | 全域                              | 小園小学校   | 小園中学校 |
| 3    | 全域                              | 小園小学校   | 小園中学校 |

## 施設

### 1丁目
- 小中島 素盞嗚神社

### 2丁目
- 小中島公園
- 百合学院幼稚園
- 尼崎市立小園中学校
- 二十公園
- カトリック園田教会

### 3丁目
- 光明温泉
- 亀田公園
- 尼崎市立小園幼稚園